# Ronde van Spanje 2019/Zeventiende etappe
De zeventiende etappe van de Ronde van Spanje 2019 werd verreden op 11 september tussen Aranda de Duero en Guadalajara. Al vroeg in de etappe reed er een omvangrijke kopgroep weg met onder andere de klassementsrenners Nairo Quintana en Wilco Kelderman. Daarnaast was er ook een flinke kans op waaiers. Dit zorgde voor een etappe waarin constant vol werd doorgereden. Van deze groep bleek Philippe Gilbert de beste en pakte daarmee zijn tweede etappezege van deze Vuelta. 
| Aranda de Duero – Guadalajara (219,6 km) |                  |                       |          |
| Plaats                                   | Naam             | Ploeg                 | Tijd     |
| 1                                        | Philippe Gilbert | Deceuninck–Quick-Step | 4u20'15" |
| 2                                        | Sam Bennett      | BORA-hansgrohe        | + 2"     |
| 3                                        | Rémi Cavagna     | Deceuninck–Quick-Step | z.t.     |
| 4                                        | Dylan Teuns      | Bahrain-Merida        | z.t.     |
| 5                                        | Wilco Kelderman  | Team Sunweb           | z.t.     |
| 6                                        | Jonas Koch       | CCC Team              | z.t.     |
| 7                                        | Lawson Craddock  | EF Education First    | z.t.     |
| 8                                        | Tim Declercq     | Deceuninck–Quick-Step | z.t.     |
| 9                                        | Silvan Dillier   | AG2R La Mondiale      | z.t.     |
| 10                                       | James Knox       | Deceuninck–Quick-Step | + 6"     |

| Algemeen klassement |                    |                       |           |
| Plaats              | Naam               | Ploeg                 | Tijd      |
| Rode trui           | Primož Roglič      | Team Jumbo-Visma      | 66u43'36" |
| 2                   | Nairo Quintana     | Movistar Team         | + 2'24"   |
| 3                   | Alejandro Valverde | Movistar Team         | + 2'48"   |
| 4                   | Tadej Pogačar      | UAE Team Emirates     | + 3'42"   |
| 5                   | Miguel Ángel López | Astana Pro Team       | + 4'09"   |
| 6                   | Wilco Kelderman    | Team Sunweb           | + 5'05"   |
| 7                   | Rafał Majka        | BORA-hansgrohe        | + 7'40"   |
| 8                   | James Knox         | Deceuninck–Quick-Step | + 8'03"   |
| 9                   | Carl Fredrik Hagen | Lotto Soudal          | + 10'43"  |
| 10                  | Dylan Teuns        | Bahrain-Merida        | + 12'21"  |

1e etappe ·
2e etappe ·
3e etappe ·
4e etappe ·
5e etappe ·
6e etappe ·
7e etappe ·
8e etappe ·
9e etappe ·
10e etappe ·
11e etappe ·
12e etappe ·
13e etappe ·
14e etappe ·
15e etappe ·
16e etappe ·
17e etappe ·
18e etappe ·
19e etappe ·
20e etappe ·
21e etappe
Startlijst · Eindstanden · Afbeeldingen